# Hulusi
Le hulusi (chinois simplifié : 葫芦丝 ; pinyin : húlúsī ; signifiant calebasse (葫芦) de soie (丝) (ou soyeuse)) est un instrument à vent à anche libre de culture dai, composé d'une calebasse et de tubes de bambou. Le son est proche de celui d'une clarinette. C'est un cousin du pungi indien.
Il est à l'origine un instrument de la minorité Dai (de culture thaïlandaise), dans la préfecture autonome dai de Xishuangbanna, au sud de la province du Yunnan, en Chine. Il est aujourd'hui assez répandu dans la province du Yunnan, et connu dans tout le pays.

## Composition
Trois tubes sortent de la calebasse. Le central, le plus long, comporte des trous, bouchés avec les doigts. Dans certains hulusi, le tube central peut se détacher du reste pour se transformer en une flûte traversière.
Selon les modèles, un ou deux des autres tuyaux contiennent un bouchon amovible : ce sont des bourdons qui produisent un son lorsque le bouchon est enlevé.

## Jeu
L'utilisation (doigté et façon de souffler) est la même que celle du bawu et est relativement proche des flûtes à bec et fifres occidentaux.
Le bourdon n'est généralement pas utilisé et reste donc bouché la plupart du temps.
Contrairement à son cousin indien, il n'est pas utilisé en son continu à la façon d'une cornemuse. La plupart des partitions oscillent entre sons continus et interrompus, de la même façon que dans les musiques européennes.

## Œuvres notables
- bambou queue de phénix sous le clair de lune (zh) (月光下的凤尾竹), célèbre morceau, typique de la musique minorité Dai de Xishuangbanna. La musique a été composée par Shi Guangnan et les paroles par Ni Weide (倪维德).